# Чаплинская (Шенкурский район)
Чаплинская — деревня в Шенкурском районе Архангельской области. Входит в состав муниципального образования «Шеговарское».

## География
Деревня расположена в южной части Архангельской области, в таёжной зоне, в пределах северной части Русской равнины, в 33 километрах на север от города Шенкурска, на левом берегу реки Ледь, притока Ваги. Ближайшие населённые пункты: на востоке деревня Мальчугинская, на севере деревня Андриановская.
Часовой пояс
Чаплинская, как и вся Архангельская область, находится в часовой зоне МСК (московское время). Смещение применяемого времени относительно UTC составляет +3:00.

## Население
| 2002 | 2010 | 2012 |
| ---- | ---- | ---- |
| 0    | →0   | ↗1   |

## История
Указана в «Списке населённых мест Архангельской губернии к 1905 году» деревня Чаплинская (Лащиха) насчитывает 7 дворов, 22 мужчины и 22 женщины. В административном отношении деревня входила в состав Предтеченского сельского общества Предтеченской волости Шенкурского уезда.
На 1 мая 1922 года в поселении 8 дворов, 17 мужчин и 26 женщин.